# 多羅特婭·弗雷德里克 (布蘭登堡-安斯巴赫)
多羅特婭·弗雷德里克（德語：Dorothea Friederike，1676年8月12日—1731年3月13日）是安斯巴赫藩侯約翰·腓特烈的女兒，英國卡羅琳王后同父異母的姐姐。

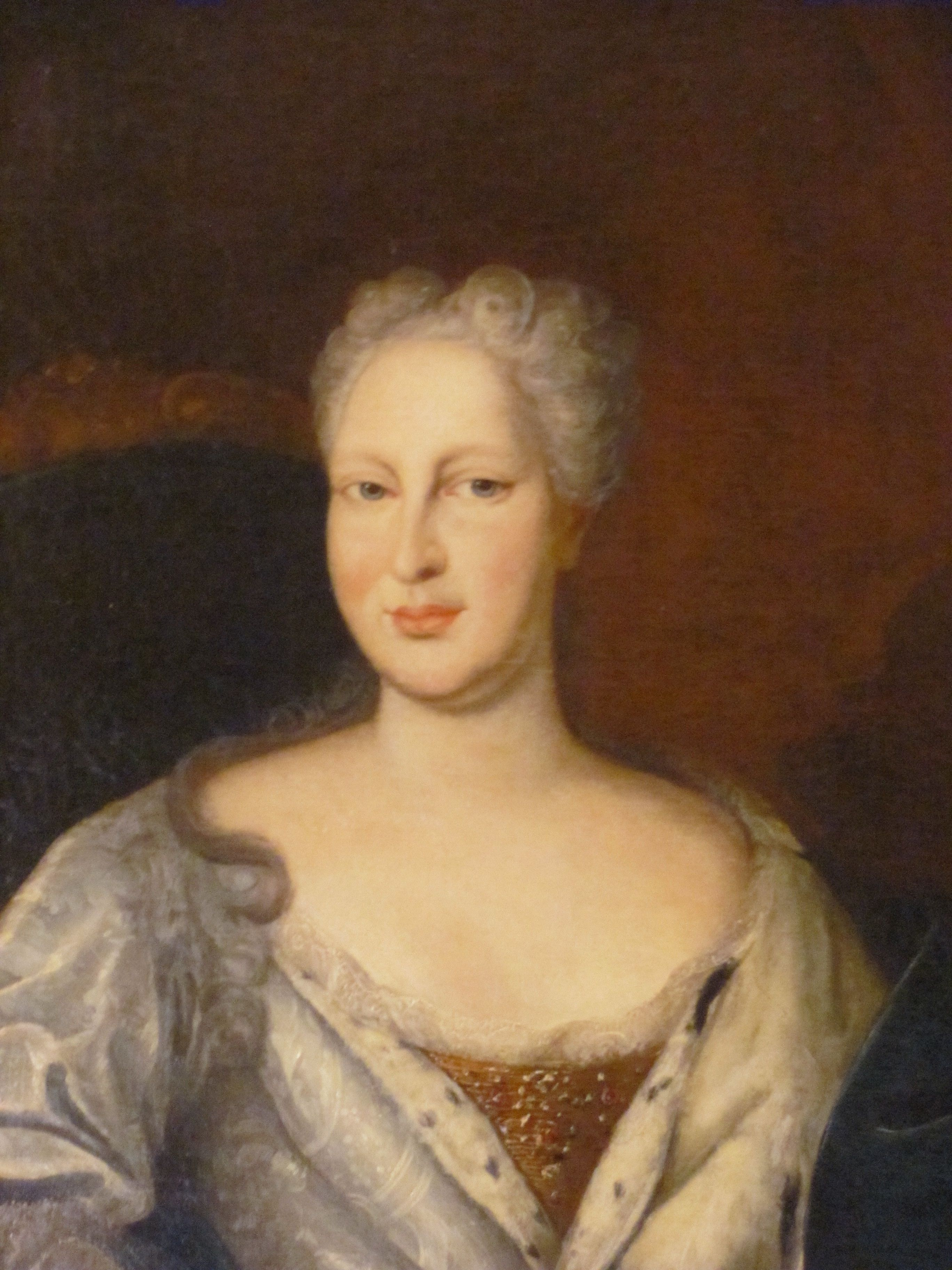

1699年，多羅特婭·弗雷德里克與哈瑙-利希滕貝格伯爵約翰·賴因哈德三世結婚，兩人有一個女兒夏洛特。